# نناد برنوویچ
نناد برنوویچ (صربی: Nenad Brnović؛ زادهٔ ۱۸ ژانویهٔ ۱۹۸۰) بازیکن سابق و مربی فوتبال اهل مونته‌نگرو است.وی در باشگاه فوتبال مس سرچشمه سریعترین گل تاریخ لیگ برتر خلیج فارس را به پرسپولیس تهران در ورزشگاه شهید باهنر کرمان به ثمر رساند.
از باشگاه‌هایی که در آن بازی کرده‌است می‌توان به باشگاه فوتبال مس سرچشمه، باشگاه فوتبال ولازنیا اشکودر، باشگاه فوتبال راد، و باشگاه فوتبال پارتیزان اشاره کرد.
وی همچنین در تیم ملی فوتبال صربستان و مونته‌نگرو بازی کرده‌است.